# Cassida rothschildi
Cassida rothschildi (лат.) — жук-листоед подрода Tylocentra из подсемейства щитоносок. Африка и Ближний Восток: Саудовская Аравия, Йемен, Судан и Кения.

## Описание
Тело овально-вытянутое. Длина от 3,70 до 4,40 мм, ширина от 2,85 до 3,30 мм. Переднеспинка и щитик жёлтые. Диск надкрылий жёлтый, обычно с мелкими красноватыми или коричневыми пятнами в постскутеллярном вдавлении и вдоль шва, в крайних случаях почти вся поверхность защитного вдавления коричневая, а шов преимущественно коричневый, изредка диск надкрылий равномерно жёлтый. Края жёлтые. Голова, вентриты и ноги жёлтые, усики равномерно жёлтые или последний членик частично затемнён. Кормовые растения из семейства Паслёновые, род Дереза: Lycium socotranum, Lycium shawii. Типовая серия была собрана Морисом де Ротшильдом в Кении (Rendilé, Lasami).
Cassida rothschildi — единственный представитель подрода Tylocentra, известный из Африки к югу от Сахары. Наиболее близким видом является Cassida pellegrini Marseul, 1868, зарегистрированный на Кипре, в Израиле, Ливане, Саудовской Аравии и Тунисе. Оба таксона относятся к группе видов с правильно пунктированными боковыми рядами на диске надкрылий, но C. pellegrini отчётливо отличается более удлинённым телом, менее выпуклым диском надкрылий и более грубой и густой пунктировкой переднеспинки. Cassida rothschildi — самый мелкий представитель подрода с длиной тела менее 4,5 мм. Другие виды обычно имеют длину более 4,7 мм, хотя самые мелкие экземпляры C. pellegrini имеют длину 4,4 мм.